# Aiguille du Mort
L'aiguille du Mort est un sommet de France dans les aiguilles Rouges, en Haute-Savoie. Elle culmine à 2 499 mètres d'altitude dans la réserve naturelle nationale du Vallon de Bérard, dominée par l'aiguille du Belvédère (2 965 m) au sud-est et l'aiguille de Bérard (2 663 m) à l'ouest, au-dessus des glaciers du Mort et de Bérard au sud-est et du refuge de la Pierre à Bérard (1 924 m) au nord.

## Dans la culture
L'aiguille du Mort est mentionnée dans la novélisation de 1977 par Christopher Wood de L'Espion qui m'aimait : Anya Amasova et James Bond se trouvent dans une cabane à son sommet lorsque ce dernier s'en échappe à ski ; dans le film, la cabane est localisée sur une montagne autrichienne.

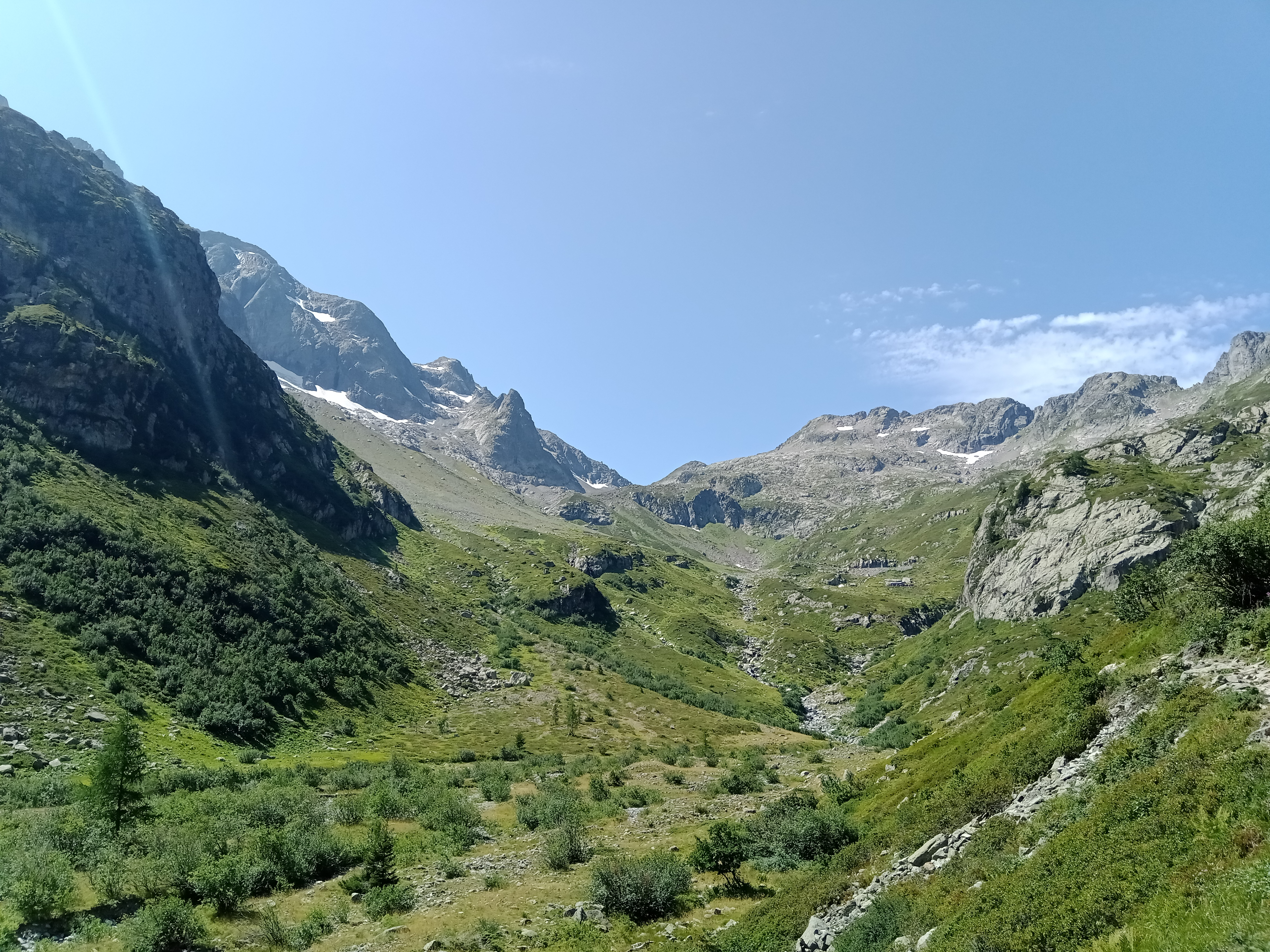
Vue depuis le nord-est de la réserve naturelle nationale du Vallon de Bérard avec l'aiguille du Mort à gauche du col de Bérard.

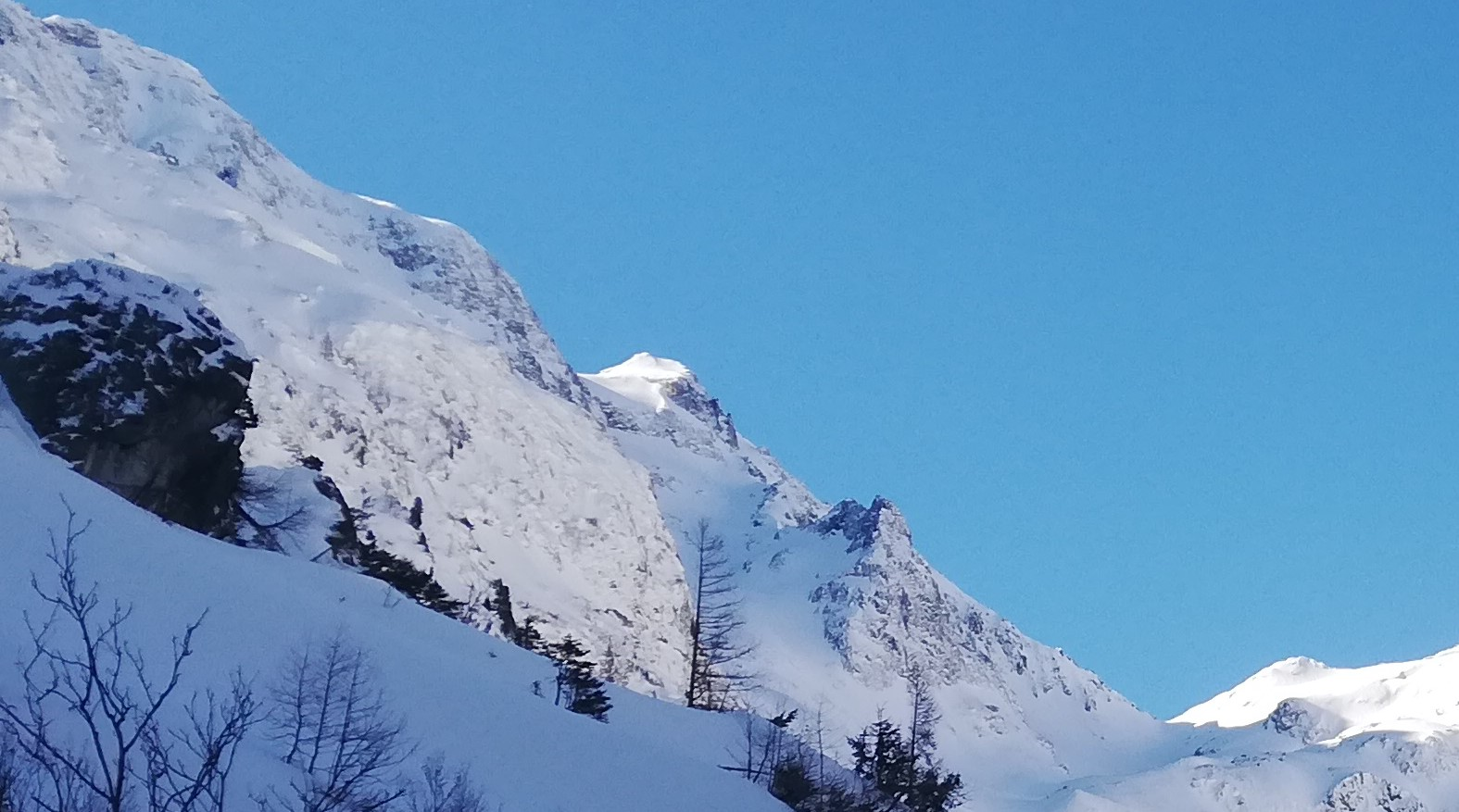
Vue hivernale depuis le nord-est de la pointe Alphonse Favre dominant l'aiguille du Mort et le col de Bérard.